# Dresden-Pieschen (železniční zastávka)
Dresden-Pieschen je stanice systému S-Bahn Dresden v drážďanské čtvrti Pieschen. Leží na železniční trati Lipsko-Drážďany a byla zřízena v rámci výstavby novoměstského nádraží v letech 1898-1902 a souběžné změny vedení železniční trati.

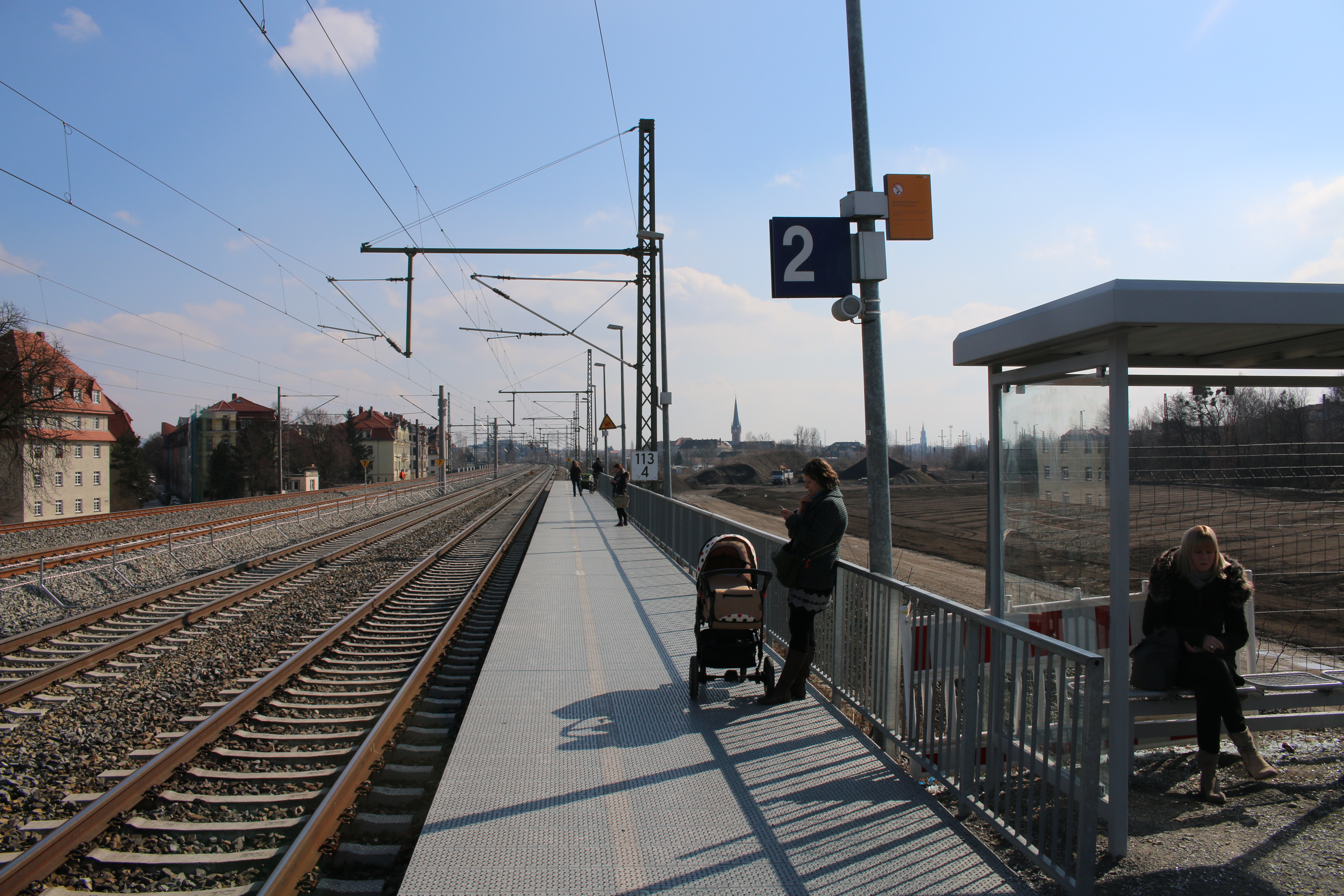
Provizorní nástupiště během přestavby železniční tratě

Dnes zde pravidelně zastavují vlaky linky S1 příměstské železnice. V rámci výstavby tratě mezi stanicemi Pirna a Coswig na čtyři koleje v letech 2010-2016 byla stanice zcela přebudována. Bývalá vnější nástupiště byla odstraněna a stavělo se nové, bezbariérově přístupné ostrovní nástupiště sloužící pouze vlakům příměstské železnice. Zatímco vlaky S-Bahnu používají severní dvě koleje, na nichž se nachází i železniční zastávka, dálkové vlaky jezdící po jižních kolejích stanici míjí.

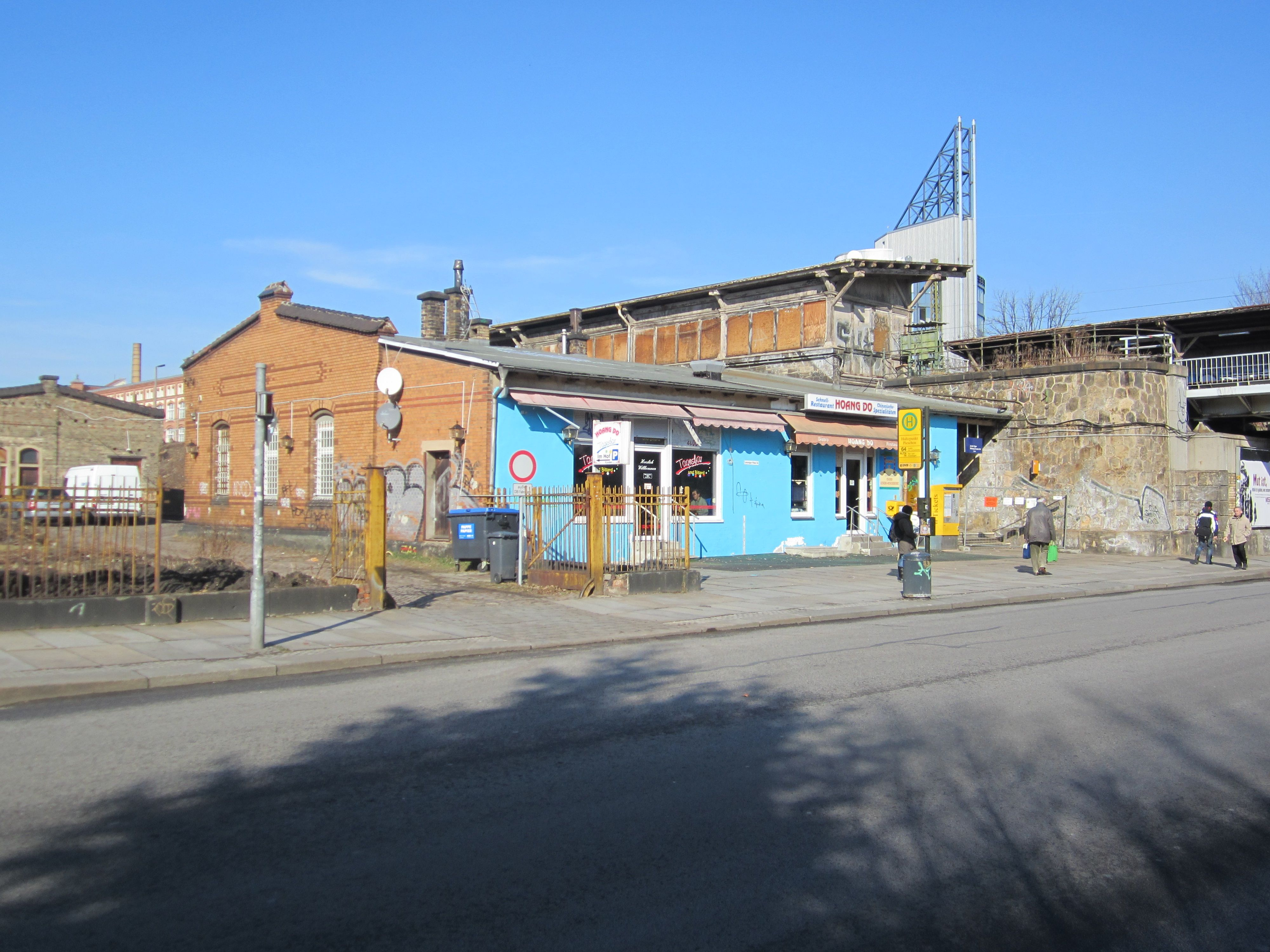
Předstaniční prostor před přestavbou železniční trati

Mezi železničními zastávkami Trachau a Pieschen mimoúrovňově odbočuje dvoukolejná nákladní trať, jež slouží jako objížďka stanice Dresden-Neustadt. Nákladní kolej vedoucí směrem z města vede paralelně ve sklonu podél železniční zastávky, zatímco kolej vedoucí do města vede jižně od zastávky.
Pod kolejemi se nachází bývalé lokomotivní depo Pieschen, které v časech bývalé NDR ještě sloužilo údržby hnacích vozidel.
Na stanici Dresden-Pieschen je možno přestupovat na autobusové linky 64 a 76 dopravního podniku města Drážďan.